# Romaszkan
Romaszkan – polski herb baronowski.

## Opis herbu

### Opis historyczny
Juliusz Ostrowski blazonuje herb następująco:

W polu srebrnem — na pagórku zielonym krzak róży o pięciu gałązkach z kwiatami i liśćmi każda. Nad koroną baronowską i herbem ukoronowanym — gałązka o trzech różach z liśćmi. Labry czerwone podbite srebrem. Tarczę podpierają lwy złote. Godło: DEO AUXILIANTE na czerwonej taśmie.

### Opis współczesny
Opis skonstruowany współcześnie brzmi następująco:
Na tarczy w polu srebrnym, na zielonym pagórku, krzak róż o pięciu gałązkach z kwiatami i liśćmi na każdej.
Nad tarczą francuska korona baronowska.
W klejnocie gałązka o trzech różach z liśćmi.
Labry herbowe czerwone podbite srebrem.

## Geneza
Herb należy do rodziny ormiańskiej o nazwie Romaszkan, osiadłej w Galicji. Rodzina ta była indygenowana na Bukowinie 8 lipca 1789 roku, z której Mikołaj, w Horodence, otrzymał tytuł baronowski austriacki 18 marca 1857 roku.

## Herbowni
Herb ten był herbem własnym, toteż do jego używania uprawniony jest tylko jeden ród herbownych:
Romaszkan.

### Znani herbowni
- Mikołaj Romaszkan
- Jakub Romaszkan
- Franciszek Romaszkan
- Piotr Romaszkan
- Zygmunt Romaszkan
- August Romaszkan